# محمد رضا نوائي
محمد رضا نوائي (1948 - 2020)، كان مصارع حر إيراني في الوزن الخفيف. فاز بالميدالية البرونزية في بطولة العالم للمصارعة عام 1973 ودورة الألعاب الآسيوية 1974، وتنافس في دورة الألعاب الأولمبية الصيفية لعام 1976.  

## روابط خارجية
- محمد رضا نوائي على موقع قاعدة بيانات المصارعة الدولية (الإنجليزية)
- محمد رضا نوائي على موقع قاعدة بيانات المصارعة الدولية (الإنجليزية)
- محمد رضا نوائي على موقع اللجنة الأولمبية الدولية (الإنجليزية)
- محمد رضا نوائي على موقع أوليمبيديا (الإنجليزية)